# والتر كارب
والتر كارب (بالإنجليزية: Walter Karp)‏ هو صحفي ومؤرخ أمريكي، ولد في 14 مايو 1934 في بروكلين في الولايات المتحدة، وتوفي في 19 يوليو 1989 في مانهاتن في الولايات المتحدة.